# A1 Grand Prix

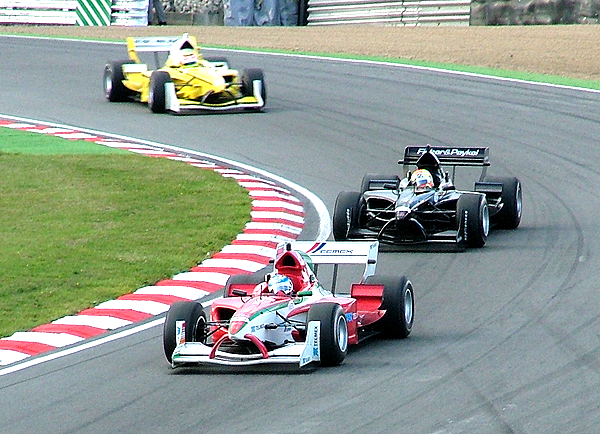
Wyścig A1

A1 Grand Prix – nieistniejąca seria wyścigowa uznawana za puchar świata w sportach motorowych. W A1 Grand Prix rywalizowały raczej kraje niż poszczególni kierowcy. Wyścigi odbywały się między listopadem a kwietniem, dzięki czemu seria nie kolidowała z Formułą 1. Całą infrastrukturą i dostarczaniem bolidów na potrzeby zespołów zajmowała się organizacja A1, a właściciele ekip mogli się skupić na prowadzeniu biznesu, czerpiąc zyski ze sponsoringu i reklam. Każdy zespół mógł wystawić do wyścigu tylko jeden bolid. Unikatową rzeczą w tych wyścigach było to, że kierowca i każdy członek w zespole oraz sponsorzy musieli pochodzić z danego kraju. Każda drużyna dysponowała takim samym samochodem. Serię założył szejk Maktoum Hasher Maktoum Al-Maktoum.
W 2014 roku powstała bazująca na A1 Grand Prix seria wyścigowa Formuła Acceleration 1.

## Samochód i silnik
Specyfikacje techniczne bolidu:
- rozstaw osi: 3000mm
- masa: 600 kg. (bez paliwa i kierowcy)
- przednie i tylne zawieszenie: podwójne wahacze pchane, podwójne sprężyny śrubowe wokół amortyzatora / regulowany prześwit oraz nachylenie i zbieżność kół / regulowane układy "anti-dive" i "anti-squat" pomagające utrzymać podwozie w równoległym położeniu do nawierzchni odpowiednio podczas hamowania oraz przyspieszania
- stabilizator stateczności poprzecznej: dynamiczne drążki skrętne
- podwozie: powłoka z włókna węglowego, rdzeń aluminiowy o strukturze plastra miodu / pozytywne wyniki testów zderzeniowych / boczne panele osłonkowe zgodne z wymogami FIA
- nadwozie: z lekkich, odpowiednio nasyconych kompozytów z włókna węglowego
- przekładnia zmiany biegów: elektryczno-mechaniczna, sekwencyjna, 6-biegów (+wsteczny), sterowanie łopatkami przy kierownicy
- układ napędowy: 3-przegubowe wały napędowe
- hamulce: stalowe tarcze, podkładki z włókna węglowego, 4-tłoczkowe zaciski
- amortyzatory: długość instalacyjna 305mm
- rozmiar kół: przednie 13 x 11,75 cali / tylne 13 x 16 cali
- układ kierowniczy: tytanowa przekładnia 8-zębowa o stożkowej powierzchni tocznej
- kierownica: Sparco, średnica 280 mm, zintegrowana tablica rozdzielcza
- instr. w kokpicie: kompleksowy, cyfrowy wyświetlacz tablicy rozdzielczej podaje kierowcy informacje o ciśnieniu i temperaturze oleju, obrotach silnika, stanie paliwa oraz czasie ostatniego okrążenia
- pas bezpieczeństwa: Sparco, 6-punktowa uprząż
- pojemność zbiornika paliwa: 135 l
- sprzęgło: AP, automatyczne 2-tarczowe z włókna węglowego
- opony: Cooper, standaryzowane typu slick, na mokrą nawierzchnię rowkowane

Specyfikacje silnika:
- oznaczenie: ZA1348
- konfiguracja: V8 o kącie rozwarcia cylindrów 90 st.
- pojemność: 3400 cc
- szerokość: 618 mm
- wysokość: 542 mm
- długość: 443 mm
- waga: 121 kg
- blok cylindrowy: odlew piaskowy ze stopu aluminium
- głowica cylindrowa: odlew piaskowy ze stopu aluminium
- sterowanie zaworami: 4 wałki rozrządu w głowicach (po 2 na rząd), 4 zawory na cylinder
- zarządzanie silnikiem: ZEMS (Zytek Engine Management System) wersja 4.6.1
- moduł zapłonowy: Zytek DCDI w systemie "coil over plug" (każda świeca zapłonowa posiada osobną cewkę)
- świeca zapłonowa: NGK
- liczba oktanowa paliwa: 100
- max. moment obrotowy: 330 funtów na stopę - 442 Nm
- max. moc: 550 bhp - 412 kW

Uwaga! Każdy pojazd będzie wyposażony w tzw. "power to pass button", czyli przycisk doładowujący silnik o dodatkowe 30 bhp (z 520 na 550) na kilka sekund. Będzie mógł być on używany cztery razy podczas krótkiego i osiem podczas długiego wyścigu.

## Weekend wyścigowy
Podczas każdej rundy rozgrywane są dwa wyścigi: sprint i długi wyścig. Kwalifikacje składają z czterech 15 minutowych części.
Punktacja sprint:
- 1. miejsce - 6 pkt
- 2. miejsce - 5 pkt
- 3. miejsce - 4 pkt
- 4. miejsce - 3 pkt
- 5. miejsce - 2 pkt
- 6. miejsce - 1 pkt

Długi wyścig:
- 1. miejsce -10 pkt
- 2. miejsce - 9 pkt
- 3. miejsce - 8 pkt
- 4. miejsce - 7 pkt
- 5. miejsce - 6 pkt
- 6. miejsce - 5 pkt
- 7. miejsce - 4 pkt
- 8. miejsce - 3 pkt
- 9. miejsce - 2 pkt
- 10. miejsce - 1 pkt

+ ekstra 1 pkt za najszybszy czas okrążenia w dniu wyścigów.

## Sezony

### 2005/2006

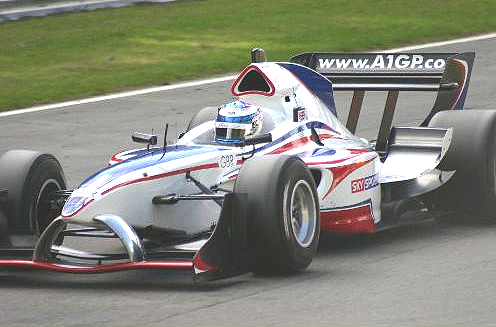
2005/2006-Wielka Brytania

Pierwszym w historii serii A1 zwycięzcą wyścigu był Nelson Piquet Jr., lecz w nieoficjalnej klasyfikacji kierowców zajął 8. miejsce, gdy najwięcej punktów zdołał uzbierać Szwajcar Neel Jani. Najlepszą ekipą okazała się Francja.

### 2006/2007

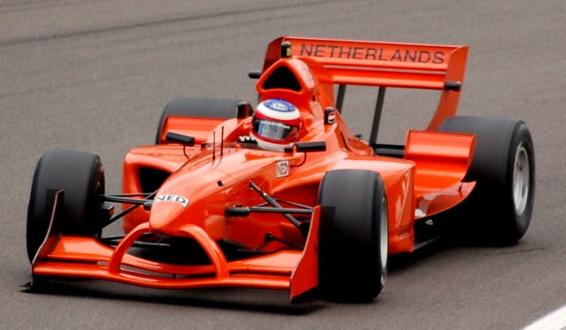
2006/2007Jeroen Bleekemolen

Pierwszą rundę w Holandii wygrał obywatel RPA Adrian Zaugg, ale na koniec nieoficjalnym triumfatorem serii okazał się Niemiec Nico Hülkenberg dając niemieckiemu zespołowi zwycięstwo w drugiej z klasyfikacji.

### 2007/2008
W otwierającym sezon holenderskim sprincie po raz drugi z rzędu zwyciężył Adrian Zaugg, lecz sezon zakończył na 4. miejscu,za Francuzem Duvalem, Nowozelandczykiem Reidem i mistrzem-Szwajcarem Neelem Jani, który dał Szwajcarom zwycięstwo w klasyfikacji narodowości.

### 2008/2009

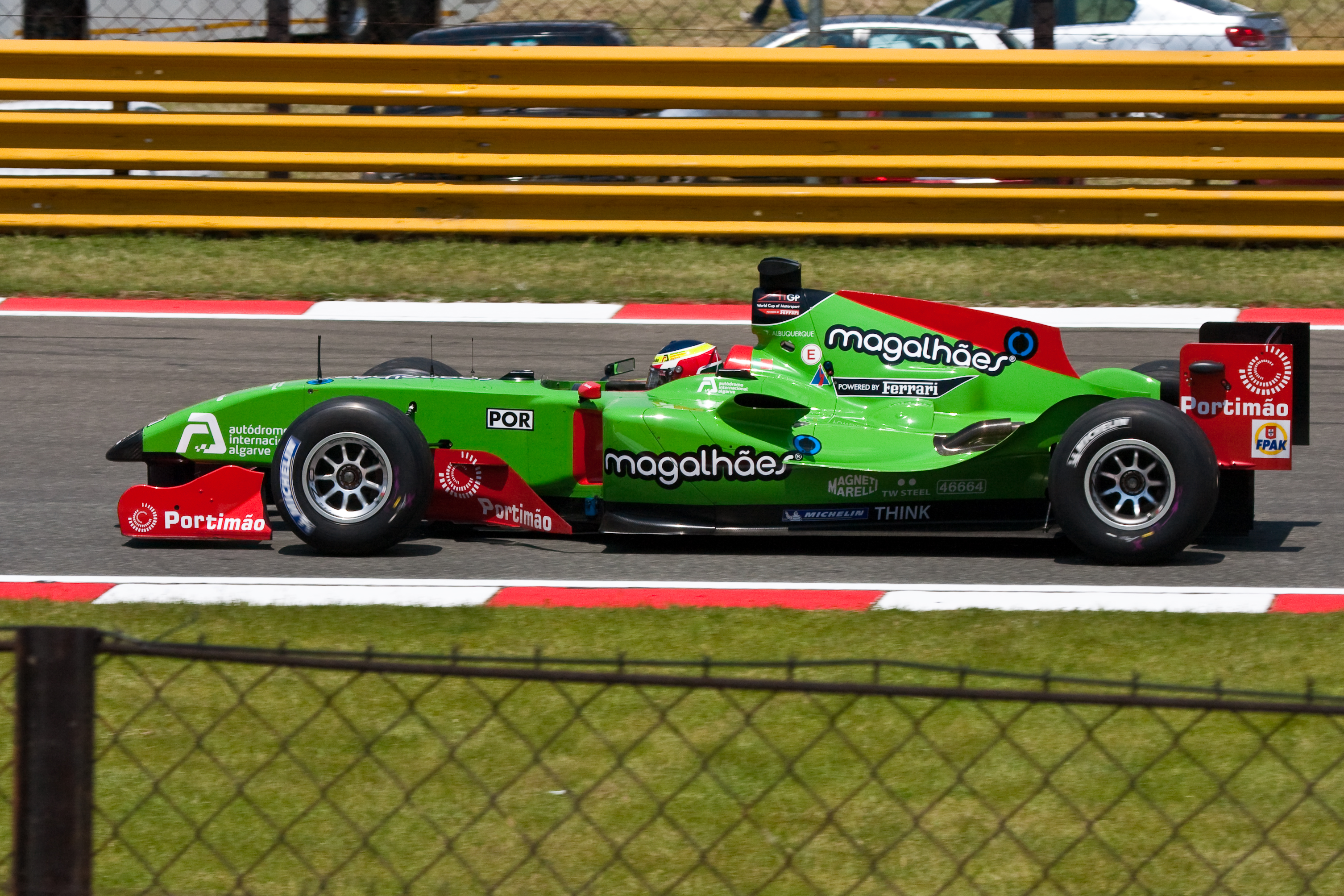
2008/2009-Portugalia

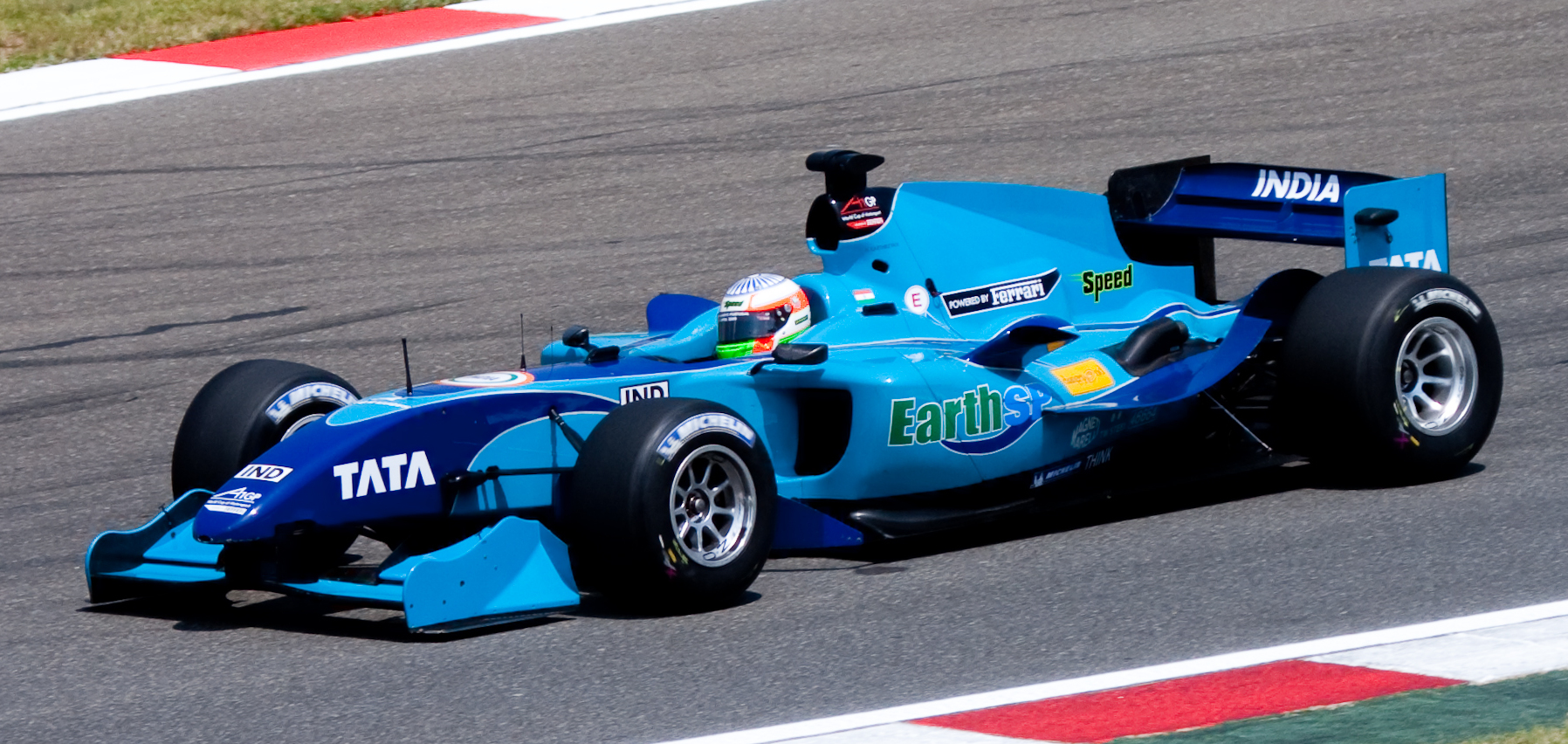
2008/2009-Indie

Sezon rozpoczął się najlepiej jak mógł dla Malezji - zwycięstwem Fairuza Fauzego, jednak on w klasyfikacji generalnej zajął 5 pozycję, a mistrzem został Adam Carroll, pomagając w zwycięstwie Irlandczykom.

### 2009/2010 (bankructwo)
Sezon miał zacząć się wyścigiem w Australii, lecz został odwołany. Taki sam los spotkał również dwie następne rundy, a seria została wystawiona na sprzedaż.

## Mistrzowie A1GP
| Sezon     | Kraj       |
| --------- | ---------- |
| 2005/2006 | Francja    |
| 2006/2007 | Niemcy     |
| 2007/2008 | Szwajcaria |
| 2008/2009 | Irlandia   |

## Zespoły w historii A1 GP
| Kraj              | Sezony              | Mistrzostwa   | Najwyższe miejsce                    |
| ----------------- | ------------------- | ------------- | ------------------------------------ |
| Australia         | 2005/2006–2008/2009 | 0             | 8. (2008/2009)                       |
| Austria           | 2005/2006           | 0             | 19. (2005/2006)                      |
| Brazylia          | 2005/2006–2008/2009 | 0             | 6. (2005/2006)                       |
| Chiny             | 2005/2006–2008/2009 | 0             | 13. (2007/2008)                      |
| Czechy            | 2005/2006–2007/2008 | 0             | 12. (2005/2006, 2006/2007)           |
| Francja           | 2005/2006–2008/2009 | 1 (2005/2006) | 1. (2005/2006)                       |
| Grecja            | 2006/2007           | 0             | 24. (2006/2007)                      |
| Holandia          | 2005/2006–2008/2009 | 0             | 4. (2008/2009)                       |
| Indie             | 2005/2006–2008/2009 | 0             | 10. (2007/2008)                      |
| Indonezja         | 2005/2006–2008/2009 | 0             | 18. (2005/2006)                      |
| Irlandia          | 2005/2006–2008/2009 | 1 (2008/2009) | 1. (2008/2009)                       |
| Japonia           | 2005/2006           | 0             | 21. (2005/2006)                      |
| Kanada            | 2005/2006–2007/2008 | 0             | 9. (2007/2008)                       |
| Korea Południowa  | 2008/2009           | 0             | 19. (2008/2009)                      |
| Liban             | 2005/2006–2008/2009 | 0             | 17. (2008/2009)                      |
| Malezja           | 2005/2006–2008/2009 | 0             | 5. (2005/2006)                       |
| Meksyk            | 2005/2006–2008/2009 | 0             | 10. (2005/2006, 2006/2007)           |
| Monako            | 2008/2009           | 0             | 9. (2008/2009)                       |
| Niemcy            | 2005/2006–2008/2009 | 1 (2006/2007) | 1. (2006/2007)                       |
| Nowa Zelandia     | 2005/2006–2008/2009 | 0             | 2. (2006/2007, 2007/2008)            |
| Pakistan          | 2005/2006–2007/2008 | 0             | 10. (2005/2006, 2007/2008)           |
| Południowa Afryka | 2005/2006–2008/2009 | 0             | 5. (2007/2008)                       |
| Portugalia        | 2005/2006–2008/2009 | 0             | 3. (2008/2009)                       |
| Rosja             | 2005/2006           | 0             | 25. (2005/2006)                      |
| Singapur          | 2006/2007           | 0             | 20. (2006/2007)                      |
| Stany Zjednoczone | 2005/2006–2008/2009 | 0             | 9. (2006/2007)                       |
| Szwajcaria        | 2005/2006–2008/2009 | 1 (2007/2008) | 1. (2007/2008)                       |
| Wielka Brytania   | 2005/2006–2008/2009 | 0             | 3. (2005/2006, 2006/2007, 2007/2008) |
| Włochy            | 2005/2006–2008/2009 | 0             | 7. (2006/2007)                       |